# 玩 X 爆泰國
《玩 X 爆泰國》（X-Sighting Thailand），是香港電視娛樂製作的旅遊節目，於2018年7月14日開始逢星期六22:30-23:00在ViuTV播出，由李健宏及吳嘉熙主持，並由情義兩難全之玩爆你個腎幕後班底製作。節目會前往泰國介紹當地各種另類文化，由小張作為這次旅程的導遊。

## 每集一覽
| 集數 | 播映日期 | 主題     |
| 1    | 7月14日  | 人妖     |
| 2    | 7月21日  | 神佛     |
| 3    | 7月28日  | 音樂     |
| 4    | 8月4日   | X-Game   |
| 5    | 8月18日  | 和尚     |
| 6    | 8月25日  | 夜蒲     |
| 7    | 9月1日   | 泰拳     |
| 8    | 9月8日   | 飲飲食食 |
| 9    | 9月15日  | 紋身     |
| 10   | 9月22日  | 蘇梅     |

## 外部連結
- ViuTV：玩 X 爆泰國（页面存档备份，存于）
- "玩X爆泰國"主題曲 - "一首很多泰文的廣東歌" - KB & Cheronna （页面存档备份，存于）